# Paul Rosenberg (agent artistique)
Pour les articles homonymes, voir Paul Rosenberg et Rosenberg.
Paul D. Rosenberg, né le 1er août 1971, est un agent artistique américain, le plus souvent associé à des artistes de hip-hop comme Eminem, The Knux, DJ AM, au groupe de pop punk Blink-182, et à Action Bronson.

## Biographie
Hormis son métier d'agent artistique, Rosenberg est également le cofondateur (avec Eminem) du label discographique de hip-hop Shady Records, fondé en 1999. Rosenberg s'implique pour la première fois avec Eminem en 1997, pendant l'enregistrement du Slim Shady EP, et participe depuis à un skit (intitulé Paul sauf sur The Eminem Show, où il est intitulé Paul Rosenberg) sur chaque album depuis le The Slim Shady LP, à l'exception de Recovery et The Marshall Mathers LP 2,,. Avec Eminem, Rosenberg coécrit chaque skit issu de l'album Relapse publié en 2009.
Rosenberg est affilié avec Deckstar et Lawrence Vavra, ainsi qu'à Steve Aoki sur son label Dim Mak Records. Paul est coproducteur sur Shade 45, la chaîne de radio d'Eminem. Il travaille ensuite aux côtés du rappeur The Entertainer et devient l'agent du rappeur new-yorkais Action Bronson à la fin de 2012, lui faisant signer au label Vice Records puis à son agence artistique Goliath Artists.
Le 23 mars 2013, Rosenberg annonce la signature du rappeur Danny Brown dans son agence.
En août 2017, il est annoncé qu'il devient le nouveau PDG du label historique Def Jam. Il prend ses fonctions en janvier 2018 et succède à Steve Bartels, en place depuis 2013. Il quitte ses fonctions fin février 2020. Il annonce qu'il souhaite se concentrer davantage sur son agence, Goliath Artist, ainsi que sur Shady Records. Il fonde alors Goliath Records, filiale d'Universal Music Group.